# (118702) 2000 OM67
(118702) 2000 OM67, também escrito como (118702) 2000 OM67, é um objeto transnetuniano (TNO) que está localizado no disco disperso, uma região do Sistema Solar. O mesmo possui uma magnitude absoluta de 6,8 e tem cerca de 192 km de diâmetro. O astrônomo Mike Brown lista este corpo celeste em sua página na internet como um candidato a possível planeta anão.

## Descoberta
(118702) 2000 OM67 foi descoberto no dia 31 de julho de 2000 pelos astrônomos Marc W. Buie, Susan D. Kern.

## Órbita
A órbita de (118702) 2000 OM67 tem uma excentricidade de 0,598, possui um semieixo maior de 97,423 UA e um período orbital de cerca de 980 anos. O seu periélio leva o mesmo a 39,184 UA do Sol e seu afélio a uma distância de 156 UA.